# Игре глади (филм)
Игре глади (енгл. The Hunger Games) амерички је дистопијски акционо-научнофантастични филм из 2012. године, режисера Гарија Роса, снимљен по истоименом роману Сузан Колинс. Први је филм у истоименом серијалу, а продуценти су били Нина Џејкобсон и Џон Килик, док су сценарио написали Рос, Колинсова и Били Реј. Главне улоге тумаче Џенифер Лоренс, Џош Хачерсон, Лијам Хемсворт, Вуди Харелсон, Елизабет Бенкс, Лени Кравиц, Стенли Тучи и Доналд Садерланд. Радња филма смештена је у дистопијску постапокалиптичну будућност, где су становници државе Панам узраста између 12 и 18 година, „трибути”, приморани да учествују у Играма глади − борби на живот и смрт која има само једног победника. Кетнис Евердин се добровољно пријављује да учествује на Играма уместо своје сестре и заједно са мушким трибутом, Питом Меларком, путује возом у главни град Панема, Капитол, где ће тренирати и учествовати на Играма.
Развој филма је почео у марту 2009. године, када је Lionsgate ушао у ко-продукцијски договор са компанијом Color Force, која је стекла филмска права за књигу неколико недеља раније. Колинсова је сарађивала са Росом и Рејем на писању сценарија. Сценарио је проширио лик Сенеке Крејна како би омогућио да се неколико догађаја прикаже директно публици, а Рос је додао неколико сцена између Крејна и председника Сноуа. Главне улоге су подељене између марта и маја 2011. године. Снимање је почело у мају 2011. у Северној Каролини, а завршило се у септембру исте године.
Филм је премијерно приказан 12. марта 2012. у Лос Анђелесу, док је у Сједињеним Државама и Уједињеном Краљевству биоскопски објављен два дана касније у конвенционалним и IMAX биоскопима. По изласку је поставио рекорд за најуспешнији премијерни дан (67,3 милиона $) и премијерни викенд за филм који није наставак. У време изласка, зарада током премијерног викенда (152,5 милиона $) је била трећа највећа за било који филм у Северној Америци. Филм је остварио велики финансијски успех, зарадивши преко 694 милиона долара широм света, наспрам буџета од 78 милиона, што га је учинило трећим најуспешнијим филмом у Сједињеним Државама и деветим најуспешнијим филмом из 2012. године. Објављен је на DVD и Blu-ray форматима 18. августа 2012. и са преко 7 милиона продатих примерака је постао најпродаванији DVD године.
Филм је наишао на добар пријем код критичара, који су похвалили његову тему и поруку, као и глуму Џенифер Лоренс. Неки критичару му замерају сличност са филмском адаптацијом романа Борба до последњег и са кратком причом Лутрија ауторке Ширли Џексон. Филмски саундтрек је укључивао песму Safe & Sound, коју је отпевала америчка певачица Тејлор Свифт са бендом The Civil Wars, а која је освојила награду Греми и била је номинована за Златни глобус за најбољу оригиналну песму. За своју улогу, Лоренсова је освојила награду Сатурн за најбољу глумицу, Филмску награду по избору критичара за најбољу глумицу у акционом филму, награду Емпајер за најбољу глумицу, а била је номинована и за награду Удружења њујоршких филмских критичара за најбољу глумицу. Наставак, Игре глади: Лов на ватру, премијерно је приказан 2013. године.

## Радња
Као казну за неуспелу побуну, 12 дистрикта Панема је приморано од стране Капитола да одаберу по два трибута, једног дечака и једну девојчицу узраста од 12 до 18 година, који ће се борити до смрти на годишњим Играма глади док не остане само један преживели. У Дистрикту 12, након што је изабрана њена млађа сестра Примроуз, 16-годишња Кетнис Евердин добровољно се пријављује да је замени. Као мушки трибут је изабран Пита Меларк и њих двоје крећу возом до Капитола са њиховом надзорницом Ефи Тринкет и ментором Хејмичом Абернатијем, јединим живим победником Игара из Дистрикта 12. Хејмич наглашава важност добијања спонзора, јер они могу да обезбеде потенцијално спасоносне поклоне током Игара. Док тренира, Кетнис посматра „каријеристе” (Марвел, Глимер, Кејто и Клоув), волонтере из богатих Дистрикта 1 и 2, који су се од својих раних година спремали за Игре. Током телевизијског интервјуа са Сизаром Фликерманом, Пита откирва своју љубав према Кетнис, коју она у почетку доживљава као покушај привлачења спонзора; касније сазнаје да је његово признање искрено.
На почетку Игара, Кетнис игнорише Хејмичове савете и узима неке залихе смештене око Корнукопије, грађевине на месту поласка, и једва избегава смрт. Половина од 24 трибута умре у почетној гужви, а само једанаест, укључујући каријеристе, преживљава први дан. Кетнис покушава да се држи даље од осталих, али Сенека Крејн, главни творац Игара, покреће шумски пожар да би је одвео према њима. Она наилази на каријеристе, којима се наизглед придружио Пита, и пење се на дрво. Покушавају да је погоде, али не успевају, па их Пита саветује да је сачекају да сиђе. Следећег јутра, Кетнис примећује Ру, малу девојчицу из Дистрикта 11, како се скрива на суседном дрвету. Ру јој скреће пажњу на гнездо трагачица, генетски модификованих отровних оса. Кетнис помоћу ножа сече грану која држи гнездо, узрокујући да падне на каријеристе који спавају испод дрвета; Глимер умире, али остали беже. Кетнис постаје дезоријентисана од неколико убода. Пита се враћа и говори јој да побегне.
Ру помаже Кетнис да се опорави и њих две постају пријатељице и савезнице. Кетнис уништава залихе које су каријеристи ускладиштили, детонирајући мине које их штите, док Ру одвраћа пажњу осталима. Кетнис касније проналази и ослобађа Ру из замке, али Марвел баца копље на Кетнис, које је промашује и погађа Ру. Кетнис га убија стрелом и теши Ру и, након што умре, украшава њено тело цвећем. Ово покреће нереде у Дистрикту 11. Председник Панема, Кориолан Сноу, упозорава Крејна на те немире.
Хејмич убеђује Крејна да промени правила тако да дозволи два победника, под условом да су из истог дистрикта, сугеришући да ће ово смирити јавност. Након најаве, Кетнис проналази тешко рањеног Питу. Још једна најава објављује да ће оно што је преживелима најпотребније бити обезбеђено наредног јутра код Корнукопије. Упркос Питином жестоком противљењу, Кетнис одлази да узме лек који му је потребан, али је у заседи напада и надјачана Клоув, која је провоцира у вези Руине смрти и припрема се да је убије. Треш, мушки трибут из Дистрикта 11, је чује и убија Клоув. Поштеђује Кетнисин живот због Ру, али само овај пут. Кетнис доноси лек Пити, који се опоравља преко ноћи.
Док лови храну, Кетнис чује пуцањ топа, што сигнализује нечију смрт. Трчи према Пити, који је несвесно сакупио смртоносне бобице. Они проналазе „Препредену”, женског трибута из Дистрикта 5, која је умрла након што је појела те исте бобице, за које је претпостављала да су јестиве, након што је видела Питу како их скупља.
Крејн потом пушта генетски модификоване звери, које убијају Треша и присиљавају Кетнис, Питу и Кејтоа − последња три преживела − на кров Корнукопије. Кејто хвата Питу око врата и користи га као људски штит против Кетнисиног нишана. Пита упућује Кетнис да гађа у Кејтову руку, што омогућава Пити да га баци на звери испод њих. Кетнис га убија стрелом, како би окончала његову патњу.
Крејн тада опозива претходну промену правила, која је омогућавала да два учесника победе. Пита наговара Кетнис да га устрели, али она га убеђује да заједно поједу отровне бобице. Непосредно пре него што то ураде, Крејн их ужурбано проглашава победницима. Након тога, Хејмич упозорава Кетнис да је тим чином пркоса направила себи непријатеље. Председник Сноу закључава Крејна у соби са отровним бобицама.

## Улоге
- Џенифер Лоренс као Кетнис Евердин
- Џош Хачерсон као Пита Меларк
- Лијам Хемсворт као Гејл Хоторн
- Вуди Харелсон као Хејмич Абернати
- Елизабет Бенкс као Ефи Тринкет
- Лени Кравиц као Сина
- Стенли Тучи као Сизар Фликерман
- Доналд Садерланд као председник Кориолан Сноу
- Вес Бентли као Сенека Крејн
- Тоби Џоунс као Клаудије Темплсмит
- Александар Лудвиг као Кејто
- Изабел Ферман као Клоув
- Амандла Стенберг као Ру
- Џек Квејд као Марвел
- Ливен Рамбин као Глимер
- Дајо Окенији као Треш
- Жаклин Емерсон као Препредена
- Вилоу Шилдс као Примроуз Евердин
- Пола Малкомсон као госпођа Евердин